# گمینا پیونیچنا-زدروی
گمینا پیونیچنا-زدروی (به لهستانی:  Gmina Piwniczna-Zdrój) یک گمینا در لهستان است که در شهرستان نوو سانچ واقع شده‌است. گمینا پیونیچنا-زدروی ۱۲۶٫۷ کیلومتر مربع مساحت و ۱۰٬۳۱۳ نفر جمعیت دارد.